# Осада Таллина
Победа над шведской армией в Лихулаской битве вдохновила эстов, жителей Эзеля, для дальнейших действий. В 1221 году они при поддержке населения Харью и Ревалы осадили Колывань (Таллин), находившийся в руках датчан. Осада крепости продолжалась 14 дней, все попытки датчан прорваться были безуспешны. Однажды к городу неожиданно подошли 4 когга. Эсты, решив, что это датское подкрепление, отступили.